# David Molony
David Molony (irisch Dáithí Ó Maoldhomhnaigh; * 23. August 1950 in Thurles, County Tipperary, Irland; † 4. September 2002 ebenda) war ein irischer Politiker der Fine Gael. Er war von 1977 bis 1981 Mitglied im Seanad Éireann, dem irischen Oberhaus, und von 1981 bis 1987 Teachta Dála (Abgeordneter) im Unterhaus (Dáil Éireann).

## Biografie
Molony studierte Rechtswissenschaften am University College Dublin und arbeitete als Anwalt und noch in den 1970er Jahren in den sog. Free Legal Aid Centres. 1977 wurde er über die Kultur- und Bildungsliste in den Seanad Éireann gewählt. Bei den Wahlen 1981 gelang es ihm dann, im Wahlkreis Tipperary North einen Sitz zu erringen, den er auch bei den Wahlen im Februar und November 1982 verteidigen konnte. 1997 trat er nicht mehr und widmete sich seiner Tätigkeit in der Anwaltskanzlei und im Familienunternehmen.
Molony war mit Eve verheiratet, mit der er zwei Kinder hatte.